# Sinclair QDOS
El Sinclair QDOS (a vegades escrit Qdos en la bibliografia oficial) és el sistema operatiu multitasca present en l'ordinador personal Sinclair QL i els seus clons. Fou dissenyat per Tony Tebby mentre treballava a Sinclair Research, com a alternativa interna a un altre sistema operatiu, posteriorment cancel·lat, encarregat a GST Computer Systems.
El Sinclair QDOS s'implementà en el llenguatge d'assemblador Motorola 68000 i, en el QL, resideix en 48 kB de memòria ROM, consistent en tres ROM xips de 16 kB o en un xip de 32 kB i un altre de 16 kB. En aquelles ROM també s'emmagatzema l'intèrpret de SuperBASIC, una variant avançada del BASIC amb addicions de programació estructurada. També actua com a intèrpret d'ordres del QDOS.
Les prestacions proporcionades pel QDOS inclouen gestió de processos (o "treballs", en la terminologia del QDOS), assignació de memòria, i un "sistema de redirecció d'entrada/sortida" extensible, proporcionant un marc genèric pels sistemes de fitxers i controladors de dispositius. També es proporcionava una funcionalitat molt bàsica de finestres a la pantalla. Aquestes i diverses altres prestacions mai no foren completament implementades en les versions alliberades del QDOS, però foren implementades en posteriors extensions al sistema operatiu produïdes per la companyia fundada per Tebby, QJUMP.
També es desenvoluparen versions millorades reescrites del QDOS, como ara el  Minerva de Laurence Reeves, i l'SMS2 i l'SMSQ/E de Tebby. L'últim és la variant més moderna i encara s'està millorant.

## Versions
Les versions del QDOS s'identifiquen mitjançant indicadors numèrics. Tanmateix, les versions del microprogramari de les ROM del QL en conjunt (incloent-hi SuperBASIC) s'identificaven amb dues o tres lletres alfabètiques (retornades per la funció del SuperBASIC VER$).
Es comercialitzaren les següents versions del QDOS:
- 0.08: última versió de preproducció.

- 1.00: correspon a la versió FB de les ROM, llançada a l'abril del 1984.

- 1.01: correspon a la versió PM de les ROM. Era més ràpid i tenia un millor suport del Microdrive.

- 1.02: correspon a la versió AH de les ROM, llançada al juny del 1984. Corregia diversos errors i fou la primera versió de les ROM produïda en massa.

- 1.03: inclosa en les versions JM i TB; una versió de correcció d'errors menors llançada a finals del 1984.

- 1.10: correspon a la versió JS i JSU (versió d'exportació als Estats Units) de les ROM, llançada a principis del 1985. Fou l'última versió utilitzada en QL fabricats per al mercat del Regne Unit.

- 1.13: correspon a la versió MGx de la ROM pels mercats europeus. Incloïa un gran nombre de correccions d'errors. Se'n coneixen les següents versions localitzades:
  - MGE: castellà
  - MGF: francès
  - MGG: alemany
  - MGI: italià
  - MGS: suec

Les versions localitzades del QDOS s'identifiquen perquè el "." del número de versió es reemplaçava amb el sufix utilitzat per identificar el territori. Per exemple, les ROM MGE venen amb la versió 1E13 del QDOS. Totes les versions MG del microprogramari compartien la mateixa part baixa dels 32 kB del xip ROM. QDOS 1.13 també incloïa una versió localitzada en grec, coneguda com a ΣFP (marcada en les ROM com a EFP).